# 소르셀레시

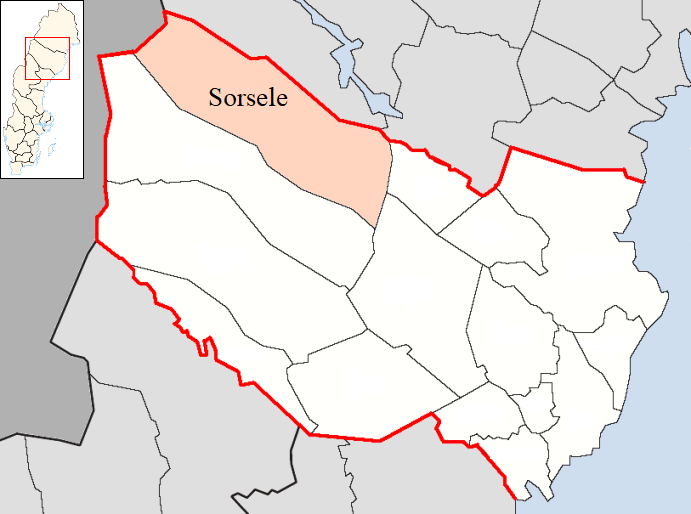
소르셀레 시의 위치

소르셀레시(스웨덴어: Sorsele kommun)는 스웨덴 베스테르보텐주에 위치한 지방 자치체로 행정 중심지는 소르셀레이며 면적은 7,957.64km2, 인구는 2,535명(2016년 12월 31일 기준), 인구 밀도는 0.32명/km2이다.

시 문장